# Byrsophyllum
Byrsophyllum là một chi thực vật có hoa trong họ Thiến thảo (Rubiaceae).

## Loài
Chi Byrsophyllum gồm các loài: